# Oude Kerk (Maasland)
De Oude Kerk (vroeger Hervormde kerk genoemd) is een kerk van de Protestantse Gemeente Maasland, lid van de Protestantse Kerk Nederland, en rijksmonument in Maasland, gelegen in de Nederlandse provincie Zuid-Holland. De kerk staat aan rivier de Gaag in het centrum van het dorp en is gebouwd rond 1400.
Toen door een overstroming, vermoedelijk de stormramp van 1163, een oudere kerk langs de Maas werd verwoest, wees graaf Floris III van Holland in 1164 een plek aan om de nieuwe kerk op te bouwen, op de huidige locatie. Van deze kerk is niets overgebleven. De Rotterdamse stadsarcheoloog Cornelis Hoek heeft het idee geopperd dat op de terp, voordat hier een kerk werd gebouwd, een ringwalburcht heeft gestaan, die een grote rol gespeeld heeft in de Slag bij Vlaardingen. Bewijzen hiervoor zijn nooit gevonden en archeologisch onderzoek heeft aangetoond dat er vermoedelijk pas in de twaalfde eeuw sprake was van bewoning ter plaatse.
Toentertijd was de parochie Maselant vrij groot en omvatte het onder andere de gebieden: Pijnacker, Delft, De Lier en Schipluiden.
De oudste delen van de huidige kerk bevinden zich in de toren en stammen uit circa 1400. Ergens in de vijftiende eeuw werd het schip gebouwd en rond 1500 de noordbeuk.
Graaf Willem II van Holland gaf in 1241 het patronaatsrecht van de kerk met de naam Maria Magdalenakerk, aan de Duitse Orde. Later werden hier door Richarda van Holland, Floris V van Holland en door ridder Diederik van Coldenhove goederen bij Delft aan toegevoegd. De commanderij van Maasland of commandeurshof was een van de veertien commanderijen in Nederland van de Orde. Eerst was dit nog een rooms-katholieke kerk, maar toen de commandeur van de Orde, rond 1563 overging op het protestantisme werd de kerk ook protestants. De band met de Orde werd in 1614 helemaal verbroken.
Geleidelijk werd de kerk van binnen versierd. Zo schonk in 1620 Jacob Frederik van Zeventer, heer van Keenenburg, Ambachtsheer van Maasland gebrandschilderde ramen en in 1662 een extra luiklok. In 1725 kwam er een nieuw orgel in de kerk dat gebouwd was door de Haagse orgelbouwer Rudolf Garrels.
In de Oude Kerk liggen ongeveer 400 welgestelde mensen begraven.

## Brand
Op maandag 18 juni 1945, Waterloodag, brandde de kerk vrijwel volledig af nadat een lichtkogel uit een seinpistool een grote brand veroorzaakt had. Op dat moment werd net de overwinning op Napoleon Bonaparte bij de Slag bij Waterloo herdacht. Hoewel brandweerkorpsen uit omliggende gemeenten kwamen helpen bleven alleen de muren overeind.
De heropbouw van de kerk begon nadat op 8 mei 1947 toestemming gegeven werd door het Ministerie van Onderwijs, Kunsten en Wetenschappen. De kosten bedroegen fl 200.000 waarvan het rijk 55% betaalde. De noordbeuk werd op 10 juni 1949 in gebruik genomen en het kerkgebouw werd op 18 juni 1954 voltooid. Aan de toren werd later begonnen en deze was af in 1956.
De preekstoel en de banken werden gekocht van een kerk uit Graft. In Utrecht werd een Bätz-Witte orgel gekocht voor fl. 30.333 en de inbouw kostte nog eens fl. 15.000. Dit orgel kon op 23 december 1958 in gebruik genomen worden.